# 九龍巴士N276線

九龍巴士N276線是香港新界的巴士路線，在特定期間提供服務。

## 特定期間服務
2024年2月10日至13日提供農曆新年服務。8月每週五和週六，在深夜提供車趟。
2025年1月5日開始在星期五至星期日發車，24日起每日發車至1月31日，發車期間為22:00至03:30間。

## 服務時間及班次
天慈巴士總站指定日期的22:00-02:00開，落馬洲指定日期的23:30-03:30開。

## 收費
票價15.9，使用八通達卡轉搭皇巴士，第二趟至多可以折抵10元，在部分情形可以完全折抵皇巴士票價。

## 行車路線
具體停站請參考資訊框